# Рафал Лещинський (воєвода бжесць-куявський)
Рафал Лещинський (бл. 1526 —1592) — державний діяч Речі Посполитої. Один з очільник протестанського руху та лідер екзукаційного руху (проти магнатів).

## Життєпис
Походив зі шляхетського роду Лещинських гербу Венява. Син Яна Лещинського, берестейського каштеляна, та Марії де Марцеланж. Народився близько 1526 року. Навчався в Злотирії під керівництвом Валентина Троцендорфа і Криштофа Хегендорфіна. У 1541 році стає королівським дворянином Сигізмунда I Старого.
1543 року одружився з Барбарою Вольською. У 1545 році став берестейсько-куявським воєводою. Невдовзі отримав Радзеювське староство. У 1548 році виступив проти шлюбу польського короля і великого князя литовського Сигізмунда II Августа з Барбарою Радзивілл. У 1549 вступив у громаду чеських братів-протестантів, став надавати їм підтримку і брав участь в їхніх зборах.
У 1550 році відмовився від посади воєводи. 1552 року був обраний послом на сейм. У 1552 і 1562—1563 роках був двічі обраний маршалком сейму. Обирався послом на сейм від Великопольщі в 1562—1563 і 1563—1564 роках, від Каліського воєводства в 1566 році, від Познанського — у 1569 році. Виступав на захист шляхти від магнатів-можновладців. Був одним з відомих чеських братів у Великопольщі. У 1567 році обраний шафаром (керівником податківців) Каліського воєводства. У 1569 році підтримав Людблінську унію великого князівства Литовського і королівства Польського. У 1570 році був членом посольства до Московського царства.
У 1578 році стає шафаром Великої Польщі (до 1580 року). У 1580 році став каштеляном Сьрема і відмовився від Радзеювського староства на користь свого старшого сина Яна. У 1581 році побудував протестантський собор у Голухові.

## Родина
Перша дружина — Барбара Вольска. Діти:
- Ян (д/н—1588/1589), староста радзеювський
- Анджей (бл. 1559—1606), берестейсько-куявский воєвода

Друга дружина — Анна, донька барона Генрика Корбока (одружилися в середині 1570-х років, після смерті першої дружини Рафала). Діти:
- Вацлав (1576—1628) — канцлер великий коронний
- Катерина (д/н— після 1582), дружина: 1) Вацлава Остроруг; 2) Яна Конецького
- Маріанна (1574—1642), дружина Анджея Фірлей, радомського каштеляна; 2) князя Януша Заславського
- Барбара, дружина Владислава Пшиємського, познанського підкоморія
- Анна